# Indigo (Farbe)
Indigo ist der Farbton von Licht, dessen Emissionsmaximum zwischen 425 nm und 450 nm liegt. Licht mit diesem Farbreiz kann auch als Körperfarbe remittiert sein. Es entspricht einem tiefen Blauton zwischen der Grundfarbe Blau und der Spektralfarbe Violett.

## Etymologie
Der Farbname ist vom gleichnamigen Farbstoff abgeleitet. Dieser wird aus der Indigopflanze gewonnen und zur Färbung von Bekleidung genutzt. Indien ist das älteste Zentrum, in dem mit Indigo gefärbt wurde, noch ehe diese Farbe in der Antike nach Europa kam. Auf diesem Wege gelangte auch das Wort indikon (= das indische) in die griechische Sprache. Vom antiken Rom kam das Wort indicum in den italienischen Dialekt und von dort in die europäischen Sprachen.

## Farblehre
Indigo bezeichnet mehrere Farbtöne zwischen Blau und Violett und unterscheidet sich sowohl von der Spektralfarbe Violett als auch von der Mischfarbe Purpur. Hiervon zu unterscheiden ist der Farbton, der beim Färben von Textilien mittels Indigo entsteht: Dieser neigt eher zum Grün.
- Der am stärksten gesättigte Farbton ist Spektralindigo, wie es am Regenbogen zu sehen ist. Die Darstellung in hexadezimaler Form ist mit #6F00FF, in RGB mit (111, 0, 255) und in HSV mit (266, 100, 100) anzugeben.[3] Auf dem Computerbildschirm kann es nicht in seiner notwendigen Reinheit dargestellt werden, da es außerhalb des Gamuts der für den RGB-Farbraum definierten Monitorgrundfarben liegt.
- Das Indigo der HTML-Farbe ist ein Blauviolett oder Tiefindigo. Es ist etwas klarer als das Pigmentindigo, aber hat nicht die Farbkraft der Spektralfarbe. Es lässt sich hexadezimal mit #8A2BE2, in RGB als (138, 43, 226) und in HSV als (271, 81, 89) angeben.
- Das Pigmentindigo kommt dem Webindigo nahe und wird für gewöhnlich durch das Indigo von Farbstiften erreicht. In der Farbmetrik wird es hexadezimal als #4B0082, in RGB = (75, 0, 130), in HSV als (275, 100, 50) beschrieben. Es ist die Künstlerfarbe Indigo, im CMYK von Farbdrucken kann es aus 55 % Pigmentcyan und 45 % Pigmentmagenta wiedergegeben werden. Aufgrund der Eigenschaften kann das Webindigo des Bildschirms brillanter als Pigmentindigo sein.

Der Farbstoff Indigo dagegen unterscheidet sich von den anderen Tönen. Die farbmetrischen Koordinaten sind hexadezimal #00416A, RGB =(0, 65, 106), HSV = (203, 100, 42).

## Nutzung
In den 1950er Jahren war Pigmentindigo die verbreitete Farbe in Pigmenten, Lacken und für Farbstifte. Da sich die Palette der Farbpigmente seither vergrößert hat, besitzt es nicht mehr diese alleinige Bedeutung. In den 1970er Jahren kamen die Pigmente Leuchtindigo und Hellblauviolett auf, die nun stärker für Künstlerfarben und Farbstifte genutzt werden.
Mit der psychedelischen Bewegung wurden die hinduistischen Lehren vom „seltsamen“ Indigo zwischen Violett und Blau nach Europa gebracht. Indigo ist die Farbe des sechsten Chakra. Die Möglichkeit, psychedelische violette Blautöne für Lichterketten herzustellen, brachte eine Verbreitung der indigofarbigen Ketten in der Weihnachtszeit oder für Partybeleuchtung mit sich. Für Indigo bei Fluoreszenzlampen wird die Quecksilberlinie bei 435,833 nm genutzt.

## Newtons Indigo
Indigo wurde von Isaac Newton als eine der „sieben Farben“ im optischen Spektrum benannt, obwohl eigentlich ein Kontinuum vorliegt. Die Sieben wählte er, da sie symbolisch der Anzahl der damals bekannten Planeten entsprach (darüber hinaus sieben Wochentage und Ähnliches). In dieser Reihenfolge mit steigender Wellenlänge folgen sich: Violett → Indigo → Blau → Grün → Gelb → Orange → Rot.
Da das menschliche Auge in diesem Spektralbereich vergleichsweise unempfindlich ist, wird Indigo allerdings eher als eine Nuance von Violett oder Blau wahrgenommen. Farbmetriker umgehen dies oft, indem sie die Abgrenzung von Violett zu Blau auf 450 nm legen.